# Catherine Furet
Catherine Henriette Furet (* 17. November 1954 in Mülhausen) ist eine französische Architektin, die sich auf den sozialen Wohnungsbau spezialisiert hat. Sie lebt und arbeitet in Paris.

## Leben
Catherine Furet trat 1972 in die École Nationale Supérieure d’Architecture de Versailles ein und erwarb 1980 ein Architekturdiplom. Parallel dazu erwarb sie 1981 ein DEA in Geschichte an der École des hautes études en sciences sociales.
Catherine Furet war von 1982 bis 1984 Artist in Residence der Académie de France à Rome in der Villa Medici (Rom). Nach ihrer Rückkehr gründete sie 1985 das Atelier Catherine Furet in Paris, um den Bau ihres ersten großen Wohnungsbauprojektes in La Courneuve durchzuführen.
Catherine Furet war Dozentin für Architektur an der École d'Architecture in Clermont-Ferrand (1985–1993), Gastprofessorin an der École Spéciale d’Architecture in Paris (1992–1993), an der École d’architecture de Paris Villemin (1995) und an der École d’Architecture in Versailles (2000 – 2002).

## Werk (Auswahl)
Insgesamt hat Catherine Furet bis heute mehr als 1000 Sozialwohnungen gebaut.
- 1985–1989: 95 Wohnungen und 3 Künstlerateliers im Viertel Orme Seul in La Courneuve
- 1990–1995: 33 Wohnungen, 16 Künstlerateliers und ein Privathaus in der Rue Piat im 20. Arrondissement (Paris)
- 1994–1998: 48 Wohnungen und 6 Künstlerateliers in der Rue du Tage, im 13. Arrondissement (Paris)
- 1996–1999: 79 Wohnungen in der Rue de la Croix-Nivert im 15. Arrondissement (Paris)
- 1998–2003: 25 Wohnungen und 600 m2 Räumlichkeiten für die University of Chicago im 13. Arrondissement (Paris)
- 1999–2003: 35 Wohnungen und 500 m² Bürofläche im Quartier Saint-Maurice in Lille
- 1998–2003: Institut Européen de Gestion – Universität Paris XII in Créteil
- 2005–2009: 4 Mehrfamilienhäuser mit 78 Wohnungen, 6 Zwischengebäude mit 48 Wohnungen und 51 Einfamilienhäuser im Viertel Haute Borne in Villeneuve-d’Ascq
- 2005–2010: 95 Sozialwohnungen, 175 Studentenwohnungen in Bordeaux
- 2005–2014: Umstrukturierung und Erweiterung des Lycée Descartes in Antony.
- 2005–2011: 71 Wohnungen in Le Havre

## Preise und Auszeichnungen
- 1990: Gewinnerin des Palmarès National de l’Habitat für den Bau von 95 Wohnungen im Stadtteil l’Orme Seul in La Courneuve
- 2000: Ritter der Ehrenlegion[6]